# Jamie Dornan

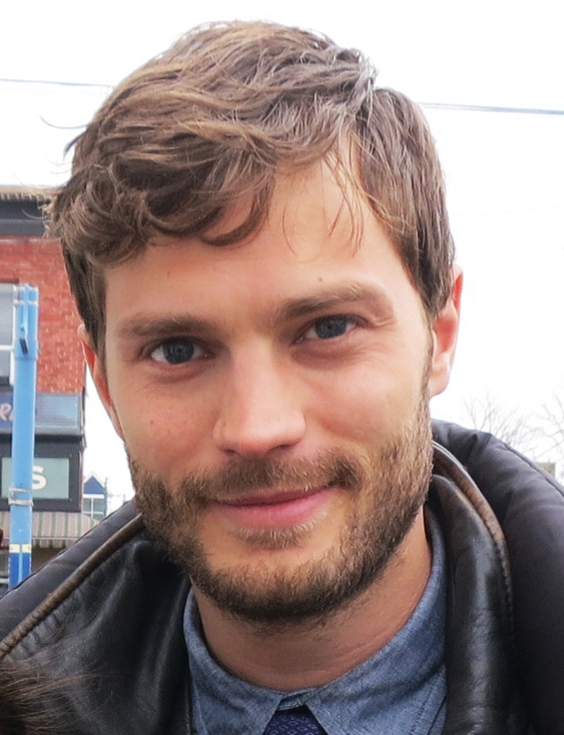
Jamie Dornan (2013)

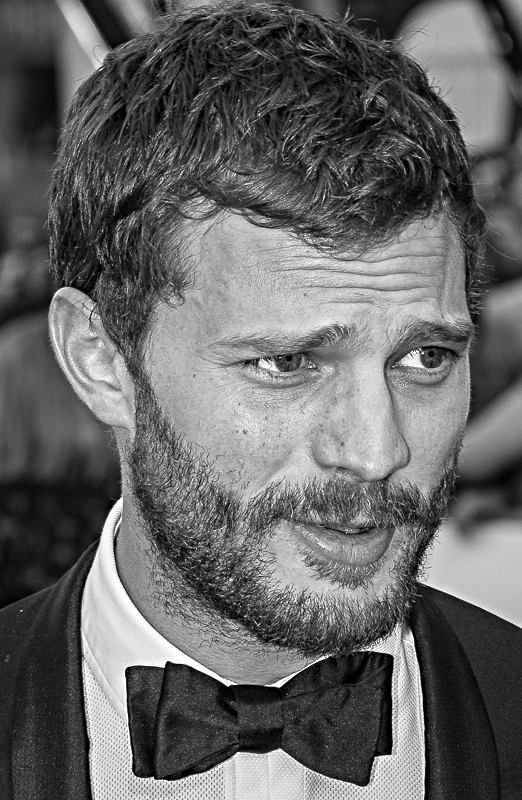
Jamie Dornan (2014)

James Peter Maxwell „Jamie“  Dornan (* 1. Mai 1982 in Holywood) ist ein nordirischer Schauspieler sowie Model und Musiker.

## Leben und Karriere
Jamie Dornan wurde 1982 als Sohn des Belfaster Gynäkologen Jim Dornan geboren. Seine Mutter Lorna starb an Bauchspeicheldrüsenkrebs, als er 16 Jahre alt war, sein Vater erkrankte 2005 an Leukämie und starb 2021 im Alter von 73 Jahren nach einer Covid-Infektion. Dornans Urgroßtante ist die Oscar-prämierte amerikanische Schauspielerin Greer Garson.
Durch seine Tante, die einen Amateur-Theaterverein in Belfast leitete, kam er früh mit der Schauspielerei in Berührung. So stand Dornan schon im Alter von zwölf Jahren in Werken Anton Tschechows auf der Bühne. Er besuchte das Methodist College in seiner Heimatstadt. Dort konzentrierte er sich auf den Rugbysport und bestand unter anderem das A-level in den Fächern Englische Literatur und Kunstgeschichte.
Nach seinem Schulabschluss spielte Dornan im Belfaster Rugbyklub Harlequins. 2001 besuchte er auf Anraten seiner älteren Schwester ein Vorsprechen für die Serie Model Behavior des britischen Fernsehsenders Channel 4, in der man nach Topmodels suchte. Zwar erlangte er nicht den finalen Zuschlag für die TV-Reality-Serie, wurde aber von der Modelagentur Select unter Vertrag genommen. Daraufhin brach er sein Studium an der Universität von Teesside ab und zog nach London. Der brünette, 1,83 m große Nordire stand mit Erfolg in Werbekampagnen von unter anderem Calvin Klein, Armani, Gap, Tommy Hilfiger, Hugo Boss oder Dolce & Gabbana vor der Kamera, in denen er neben bekannten Models wie Natalja Wodjanowa, Kate Moss oder Gisele Bündchen zu sehen war.
Des Weiteren erschien er in Editorial-Fotoserien von Magazinen wie GQ, L’Uomo Vogue, Elle und war das Gesicht der Kampagnen von Dior Homme von Christian Dior (Herbst/Winter 2006), Bulgari (Herbst 2007) und Giorgio Armani (2009). 2006 bekam er von der The New York Times den Beinamen „The Golden Torso“. Von der GQ erhielt er den Titel „männliche Kate Moss“. 2015 kam er auf die Liste 25 Biggest Male Models of All Time der Vogue.
Parallel zu seiner Karriere in der Modebranche gründete Dornan 1999 gemeinsam mit seinem ehemaligen Schulfreund David Alexander die Folkband Sons of Jim, in der er sich als Leadsänger und Songwriter betätigt und Akustikgitarre spielt. Der Bandname wurde von den beiden Vätern Dornans und Alexanders inspiriert, die beide mit Vornamen Jim heißen. 2006 veröffentlichten sie ihre Debütsingle My Burning Sun.
Im August 2003 lernte Dornan während eines Fotoshootings für den britischen Juwelier Asprey Keira Knightley kennen. Als Lebensgefährte der britischen Schauspielerin wurde er einer breiteren Öffentlichkeit bekannt. Während ihrer zweijährigen Beziehung, die im Dezember 2005 zerbrach, stellte Knightley den Nordiren ihrer Talentagentur PFD vor, die ihn als Schauspieler unter Vertrag nahm. 2006 feierte er sein Spielfilmdebüt an der Seite von Kirsten Dunst in Sofia Coppolas Kostümfilm Marie Antoinette. Coppola hatte ihm aufgrund seiner Ähnlichkeit zum britischen Musiker Adam Ant die Rolle des schwedischen Grafen Axel von Fersen anvertraut. 2008 folgten die Hauptrolle in Matthias Hoenes Horrorfilm Beyond the Rave, während er im selben Jahr in David Rocksavages Drama Shadows in the Sun an der Seite bekannter Schauspielkollegen wie Jean Simmons oder James Wilby vor der Kamera stand.
Bekannt wurde er 2011 durch die Rolle des Sheriff Graham/Der Jäger in der ABC-Fantasyserie Once Upon a Time – Es war einmal …. Seine Figur starb jedoch nach der siebten Folge der ersten Staffel. Trotzdem trat er 2012 und 2013 in derselben Rolle noch zwei Mal in der Serie auf. Von 2013 bis 2016 war er neben Gillian Anderson in der BBC Two Serie The Fall – Tod in Belfast als Paul Spector zu sehen. Im Oktober 2013 wurde bekanntgegeben, dass Dornan in der für 2015 angekündigten Verfilmung des Romans Shades of Grey, Fifty Shades of Grey, die Rolle des Christian Grey übernehmen wird. Die Wahl fiel auf ihn, nachdem er erfolgreich ein gemeinsames Casting mit Dakota Johnson absolviert hatte.
In Operation Anthropoid verkörperte er 2016 den tschechoslowakischen Widerstandskämpfer Jan Kubiš, der zusammen mit Jozef Gabčík das Attentat auf Reinhard Heydrich ausführte. Dornan lebt in London. Nach seiner Beziehung zu Keira Knightley berichtete die englischsprachige Boulevardpresse in der Vergangenheit über Liaisons zu Kate Moss, Sienna Miller oder Mischa Barton, die er jedoch weitestgehend dementierte. Seit April 2013 ist er mit der Sängerin und Schauspielerin Amelia Warner verheiratet. Gemeinsam haben sie drei Töchter (geboren 2013, 2016 und 2019). 2022 wurde er in die Academy of Motion Picture Arts and Sciences (AMPAS) berufen, die alljährlich die Oscars vergibt.

## Filmografie (Auswahl)
- 2006: Marie Antoinette
- 2008: Beyond the Rave
- 2009: Shadows in the Sun
- 2009: X Returns (Kurzfilm)
- 2011–2013: Once Upon a Time – Es war einmal … (Once Upon a Time, Fernsehserie, 9 Folgen)
- 2013–2016: The Fall – Tod in Belfast (The Fall, Fernsehserie)
- 2014: Fliegende Herzen (Flying Home)
- 2014: New Worlds (Fernsehserie, Folgen 1x01–1x04)
- 2015: Fifty Shades of Grey
- 2016: Operation Anthropoid (Anthropoid)
- 2016: Jadotville (The Siege of Jadotville)
- 2016: Das 9. Leben des Louis Drax (The 9th Life Of Louis Drax)
- 2017: Fifty Shades of Grey – Gefährliche Liebe (Fifty Shades Darker)
- 2018: Fifty Shades of Grey – Befreite Lust (Fifty Shades Freed)
- 2018: A Private War
- 2018: Mein Dinner mit Hervé (My Dinner with Hervé)
- 2018: Robin Hood
- 2018: Tod und Nachtigallen (Death and Nightingales, Miniserie, 3 Folgen)
- 2019: Synchronic
- 2019: Love Again – Jedes Ende ist ein neuer Anfang (Endings, Beginnings)
- 2020: Trolls World Tour (Stimme)
- 2020: Der Duft von wildem Thymian (Wild Mountain Thyme)
- 2021: Barb and Star Go to Vista Del Mar
- 2021: Belfast
- 2022: The Tourist – Duell im Outback (The Tourist, Fernsehserie)
- 2023: Heart of Stone
- 2023: A Haunting in Venice

## Auszeichnungen
Goldene Himbeere
- 2016: Ausgezeichnet als Schlechtester Schauspieler in Fifty Shades of Grey
- 2016: Ausgezeichnet als Schlechtestes Leinwandpaar (zusammen mit Dakota Johnson) in Fifty Shades of Grey
- 2018: Nominiert als Schlechtester Schauspieler in Fifty Shades of Grey – Gefährliche Liebe
- 2022: Nominiert für den Himbeeren-Erlöser-Preis in Belfast

Golden Globe Award
- 2022: Nominiert als Bester Nebendarsteller in Belfast